# 爆笑スタイルチェンジ
『爆笑スタイルチェンジ』（ばくしょうスタイルチェンジ）は、日本テレビ系列で放送されたバラエティ特別番組である。

## 概要
人気のお笑い芸人たちをジャンルの芸を選んでチェンジし、ネタを披露し合うスタイル形式の番組。

## 放送日時
- 第1回は2007年12月30日日曜日23:00～24:00に放送された。
- 第2回は2008年4月3日木曜日21:00～22:48に放送予定だったが、プロ野球中継延長時間が30分繰り下げとなり、21:30～23:18に放送された。

## ルール
持ちネタ・持ち芸は完全に封印。持ちネタを使うと減点の対象となる。新たな芸風を作る期間は3日間。

### 第1回
- 新たな芸風はクジ引きで決まる。

### 第2回
- 新たな芸風はスロットで決まる。
- 審査方法は10人の審査員の内、6人以上が「成功」と判断した場合、スタイルチェンジが成功する。また10人全員が「成功」した場合、「ミラクルチェンジ」となる。

## 出演者

### 司会
- 雨上がり決死隊
  - 宮迫博之
  - 蛍原徹

### 出場者
第1回
- 藤崎マーケット：モノマネ
- バナナマン：歌謡漫談
- ペナルティ：漫才
- ハリセンボン：フレーズ芸
- レギュラー：歌謡漫談
- ザ・たっち：リズム芸
- COWCOW：フリップ芸
- なかやまきんに君&レイザーラモンHG：ショートコント

第2回
太字はスタイルチェンジが成功した芸人。☆がついているのはミラクルチェンジが成功した芸人。
- ☆アンガールズ：漫才
- ☆COWCOW：フレーズ芸
- ☆FUJIWARA：漫才
- 森三中：モノマネ
- ☆しずちゃん（南海キャンディーズ）&兵動大樹（矢野・兵動）：歌謡漫才
- ハイキングウォーキング：フリップ芸
- ☆博多華丸・大吉：コント
- ザブングル：歌謡漫才
- レギュラー：歌謡漫談
- スピードワゴン：フリップ芸
- 勝山梶：モノマネ
- ☆友近&哲夫（笑い飯）：漫才

### 審査員
- 第1回
  - 関根勤（委員長）
  - 磯野貴理
  - 東原亜希

- 第2回
  - 関根勤
  - 加藤茶
  - 渡辺正行
  - 磯野貴理
  - 山田五郎
  - 辺見えみり
  - 山本モナ
  - 滝沢沙織
  - 眞鍋かをり
  - 平山あや

### ナレーター
- 森圭介（日本テレビアナウンサー）【第1回】
- バカボン鬼塚【第2回】

## MBP賞
- 第1回：バナナマン
- 第2回：COWCOW

## スタッフ
- 構成：藤井やすひろ、吉橋広宣、西村隆志、佐藤雄平、星野さやか
- TM：小椋敏宏
- SW：鈴木健司【第1回】、落合弘祐【第2回】
- CAM：遠藤慎治
- 音声：今野健
- 調整：斉藤孝行
- 照明：大矢晃
- 美術：高津光一郎
- デザイン：栗原純二
- 装置：草野哲之
- 電飾：伊藤伸朗【第1回】、佐藤勉【第2回】
- 装飾：広津憲久【第1回】、中島浄【第2回】
- 特殊効果：内山栄一【第1回】、佐藤隆行【第2回】
- 持道具：星野未樹
- 衣裳：須崎美和
- メイク：小室あり【第1回】、程島美帆【第2回】
- 美術協力：日テレアート
- CG：dragonpooh【第1回】、glow【第2回】
- 編集：松崎猛（オムニバス・ジャパン）
- MA：水落洋一郎（オムニバス・ジャパン）【第1回】、竹岡良樹（オムニバス・ジャパン）【第2回】
- 音効：古野達生（BONZO）
- TK：桜井えみこ【第1回】、橋本美幸【第2回】
- 広報：河本香織【第1回】、西室由香里【第2回】
- 編成企画：安島隆
- 制作進行：棚橋砂予
- アシスタントプロデューサー：加藤正和
- 制作デスク：内田佳与子
- 制作協力：創輝、日企、Sp!ce Factory
- 演出補：【第2回】須藤大介、三上昭人
- ディレクター：
  - 【第1回】高木悟、諏訪陽介、塚田直之
  - 【第2回】高木悟、川本賢一郎、鈴木守、諏訪陽介、藤田幸伸、今野恒、長井香織、井上伸正
- プロデューサー：東山将之【第1回のみ】、環真吾【第2回のみ】／和田隆、江尻直孝、小島俊一
- 監修：財津功
- 演出：新井秀和
- チーフプロデューサー：安岡喜郎
- 製作著作：日本テレビ